# Mahmoud Rezaii
Mahmoud Rezaii – irański goalballista, uczestnik Letnich Igrzysk Paraolimpijskich 1988.
Na igrzyskach, reprezentował swój kraj w goalballu. Jego reprezentacja nie wywalczyła jednak medalowej pozycji.